# Torre do Bolo

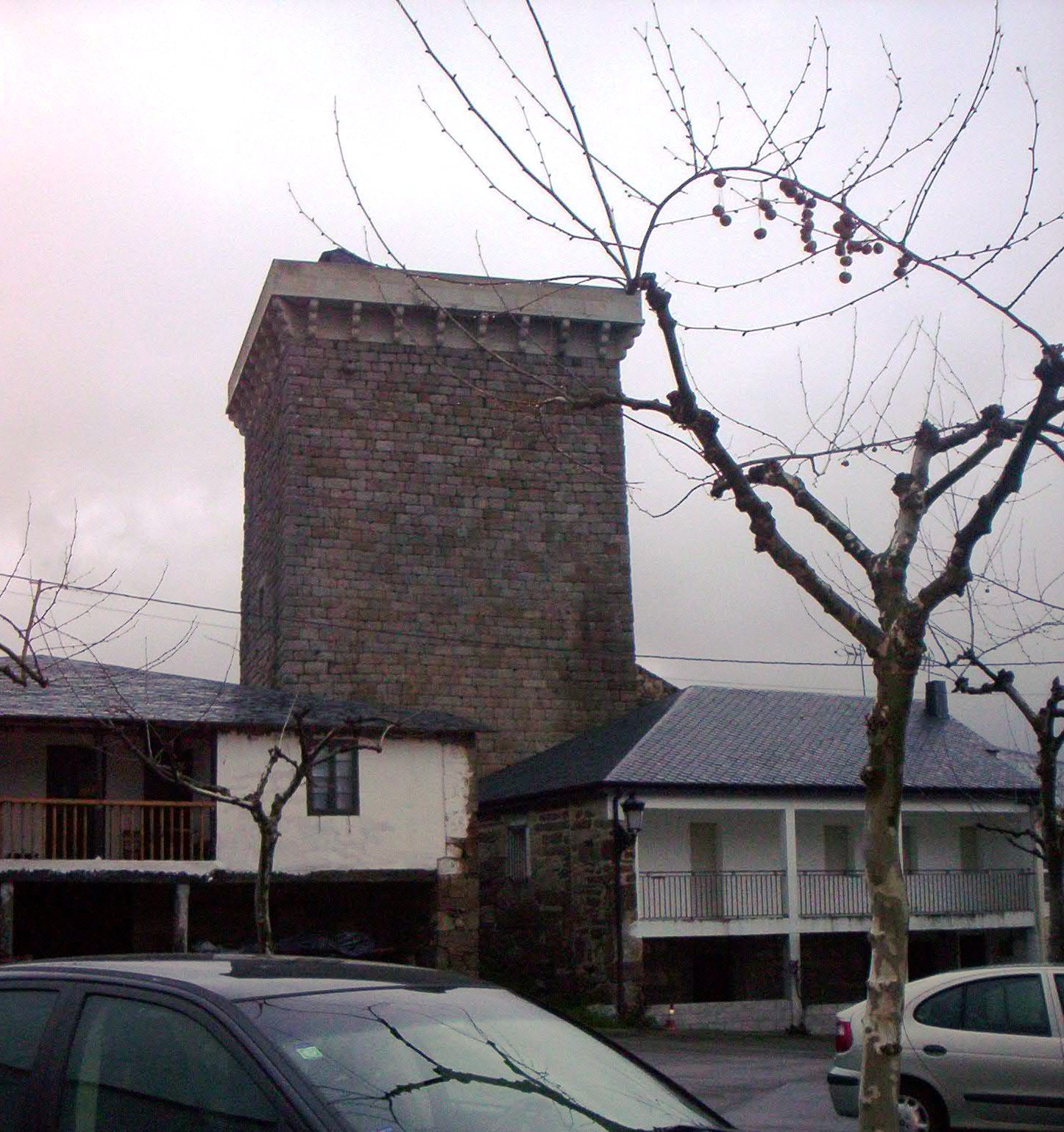
Torre do Bolo, Espanha

Torre do Bolo é uma torre situada no concelho auriense de O Bolo, perto da Serra do Eixo, na Comunidade autônoma da Galiza (Espanha).

## História
Localiza-se possivelmente num lugar outrora ocupado por um antigo povoado castrejo, mas não foi antes do século XII que apareceram as primeiras referências documentais ao castelo, documentos onde se relata sua fundação real.
No século XIV, o rei Pedro I de Castela concedeu à vila foro de realengo, em agradecimento à sua fidelidade na guerra civil que o opunha a Henrique de Trastâmara.
No século XV, o rei João II de Castela confirmou os privilégios da vila, na altura em que concedeu a fortificação aos condes de Benavente.
A fortificação também pertenceu aos condes de Lemos, inimigos acérrimos dos de Benavente, que chegaram a possuir o título de Condes do Bolo.

## Características
O castelo medieval possuiu planta retangular com sete cubos e a torre de menagem. A torre foi reedificada por Xoán Pimentel no século XV, seguindo o estilo ogival.
A torre de menagem é de planta quadrada. Construída em perpianho de granito bem lavrado, alcança uma altura de 18 metros e cerca de 10 metros de lado. Não conserva nem o ameado nem o beiril.
Distribui-se em 3 andares e uma cave com abóbada de canhão apontado, reforçado por 3 arcos. Tem-se acesso à torre mediante uma porta de acesso em altura, aberta no primeiro andar.
No interior, podem-se apreciar a entrada do subterrâneo, os algibes e um quarto.
Abre-se outra torre de arco apontado que permite o acesso ao pátio de armas. A partir da porta de entrada ao pátio de honra, apresenta um arco de volta perfeita. Junto a esta porta conserva-se uma torre cilíndrica e parte da cerca defensiva, com uma grossura de 2 metros e 25 centímetros, que conserva vários sinais de canteiros.
Além destes elementos, conservam-se outros como o algibe e muralhas com o adarve.